# Comuna Stremț, Alba
Stremț (în maghiară: Diód, în germană: Nussschloss) este o comună în județul Alba, Transilvania, România, formată din satele Fața Pietrii, Geoagiu de Sus, Geomal și Stremț (reședința).

## Demografie
Componența etnică a comunei Stremț
     Români (95,05%)
     Alte etnii (0,43%)
     Necunoscută (4,52%)
Componența confesională a comunei Stremț
     Ortodocși (93,49%)
     Alte religii (1,51%)
     Necunoscută (5%)
Conform recensământului efectuat în 2021, populația comunei Stremț se ridică la 2.321 de locuitori, în scădere față de recensământul anterior din 2011, când fuseseră înregistrați 2.418 locuitori. Majoritatea locuitorilor sunt români (95,05%), iar pentru 4,52% nu se cunoaște apartenența etnică. Din punct de vedere confesional, majoritatea locuitorilor sunt ortodocși (93,49%), iar pentru 5% nu se cunoaște apartenența confesională.

## Politică și administrație
Comuna Stremț este administrată de un primar și un consiliu local compus din 11 consilieri. Primarul, Horia-Călin Pușcaș[*], de la Partidul Național Liberal, este în funcție din 1 noiembrie 2024. Începând cu alegerile locale din 2024, consiliul local are următoarea componență pe partide politice:
|  | Partid                          | Consilieri | Componența Consiliului | Componența Consiliului | Componența Consiliului | Componența Consiliului | Componența Consiliului |
|  | ------------------------------- | ---------- | ---------------------- | ---------------------- | ---------------------- | ---------------------- | ---------------------- |
|  | Partidul Național Liberal       | 5          |                        |                        |                        |                        |                        |
|  | Partidul Social Democrat        | 4          |                        |                        |                        |                        |                        |
|  | Alianța pentru Unirea Românilor | 2          |                        |                        |                        |                        |                        |

## Atracții turistice
- Biserica reformată din satul Stremț, construcție secolul al XVI-lea
- Biserica Episcopală din Geoagiu de Sus, construcție secolul al XVI-lea
- Biserica ortodoxă "Sf. Arhangheli Mihail și Gavriil" din satul Geoagiu de Sus, construită în anul 1898
- Biserica ortodoxă "Sf. Arhangheli Mihail și Gavriil" din Stremț
- Ruinile cetății "Diodului"

## Personalități născute aici
- Vasile Bologa (1859 - 1944), deputat în Marea Adunare Națională de la Alba Iulia;
- Vasile Albu (1881 - ?), deputat în Marea Adunare Națională de la Alba Iulia;
- Ștefan Meteș (1887 - 1977), preot, istoric, membru corespondent al Academiei Române;
- Vasile Barbu (1889 - 1978), general care a luptat în al Doilea Război Mondial;
- Evloghie Oța (1909 - 1979), preot ortodox;
- Lucian Florea (1923 - 2004), Arhiepiscopul Tomisului (1990 - 2001);
- Raveca Săndulescu (n. 1931), interpretă de muzică populară din Banat;
- Daniel Nicula (n. 2003), fotbalist.